# Домбровский, Иван Александрович
Иван Александрович Домбровский (1917—1974) — подполковник Советской Армии, участник Великой Отечественной войны, Герой Советского Союза (1944).

## Биография
Иван Домбровский родился 27 июля 1917 года на станции Чик (ныне — посёлок в Коченёвском районе Новосибирской области) в рабочей семье. Окончил восемь классов школы, затем работал на заводе Сибметаллстрой (с 1932) и в это же время учился в фабрично-заводской школе. С 1934 года проживал в Харькове, где работал слесарем на Харьковском велосипедном заводе. Окончил аэроклуб. В 1938 году Домбровский был призван на службу в Рабоче-крестьянскую Красную Армию. В 1940 году он окончил Херсонскую военно-авиационную школу пилотов. С июня 1941 года — на фронтах Великой Отечественной войны. Принимал участие в боях на Западном, Калининском, Брянском, Воронежском, 2-м и 3-м Украинских фронтах. В боях три раза был ранен.
К апрелю 1945 года гвардии капитан Иван Домбровский был помощником по воздушно-стрелковой службе командира 167-го гвардейского штурмового авиаполка 10-й гвардейской штурмовой авиадивизии 17-й воздушной армии 3-го Украинского фронта. К тому времени он совершил 148 боевых вылетов на штурмовку и разведку скоплений боевой техники и живой силы, оборонительных позиций противника.
Указом Президиума Верховного Совета СССР от 18 августа 1945 года за «образцовое выполнение боевых заданий командования на фронте борьбы с немецкими захватчиками и проявленные при этом мужество и героизм» гвардии капитан Иван Домбровский был удостоен высокого звания Героя Советского Союза с вручением ордена Ленина и медали «Золотая Звезда» за номером 8724.
После окончания войны Домбровский продолжил службу в Советской Армии. В 1949 году он окончил Высшую офицерскую школу штурманов. В 1957 году в звании подполковника он был уволен в запас. Проживал в Харькове, работал сначала начальником учебного пункта Харьковского велосипедного завода, затем начальником Харьковской областной автошколы ДОСААФ. Скончался 7 февраля 1974 года, похоронен на харьковском кладбище № 5.
Был также награждён двумя орденами Красного Знамени, двумя орденами Красной Звезды, югославским орденом Партизанской Звезды 2-й степени, а также рядом медалей.

## Память
- Мемориальная доска в честь Героя Советского Союза И. А. Домбровского установлена в Харькове по адресу: Московский проспект, 96а.